# John Reeves Jones Daniel
John Reeves Jones Daniel (* 13. Januar 1802 in Halifax, Halifax County, North Carolina; † 22. Juni 1868 in Shreveport, Louisiana) war ein US-amerikanischer Politiker. Zwischen 1841 und 1853 vertrat er den Bundesstaat North Carolina im US-Repräsentantenhaus.

## Werdegang
John Daniel genoss eine private Erziehung. Danach studierte er bis 1821 an der University of North Carolina in Chapel Hill. Nach einem anschließenden Jurastudium und seiner 1823 erfolgten Zulassung als Rechtsanwalt begann er in Halifax in diesem Beruf zu arbeiten. Gleichzeitig schlug er als Mitglied der Demokratischen Partei eine politische Laufbahn ein. Zwischen 1832 und 1834 war er Abgeordneter im Repräsentantenhaus von North Carolina. Im Jahr 1834 wurde er Attorney General seines Staates.
Bei den Kongresswahlen des Jahres 1840 wurde Daniel im zweiten Wahlbezirk von North Carolina in das US-Repräsentantenhaus in Washington, D.C. gewählt, wo er am 4. März 1841 die Nachfolge von Jesse Atherton Bynum antrat. Nach fünf Wiederwahlen konnte er bis zum 3. März 1853 sechs Legislaturperioden im Kongress absolvieren. Zwischen 1843 und 1847 vertrat er dort den siebten und von 1847 bis 1853 den sechsten Distrikt seines Staates. In Daniels Zeit als Kongressabgeordneter fiel unter anderem der Mexikanisch-Amerikanische Krieg, in dessen Folge große Gebiete im Westen und Südwesten  unter amerikanische Verwaltung kamen. Zeitweise war Daniel Vorsitzender des Ausschusses, der sich mit Ansprüchen an den Staat befasste (Committee on Claims). Im Jahr 1852 verzichtete er auf eine weitere Kandidatur.
Nach seinem Ausscheiden aus dem US-Repräsentantenhaus arbeitete John Daniel wieder als Anwalt. Im Jahr 1860 zog er nach Louisiana, wo er sich nahe Shreveport niederließ. Dort praktizierte er ebenfalls als Jurist. Außerdem war er als Pflanzer tätig. Er starb am 22. Juni 1868 in Shreveport. Sein 1828 geborener Sohn Junius fiel als Brigadegeneral der Armee der Konföderation im Bürgerkrieg während der Schlacht bei Spotsylvania Court House.